# Gerlosbach
Gerlosbach er en 31 km lang biflod til Ziller i den østrigske delstat Tyrol. Gerlosbach udspringer nedenfor det 3.303 meter høje bjerg Reichenspitze i de østlige Zillertaler Alper. Efter få kilometer flyder Gerlosbach ud i den opdæmmede sø Durlaßboden. Nord for Zell am Ziller udmunder Gerlosbach i Ziller.
47°14′29″N 11°53′51″Ø / 47.2414°N 11.8975°Ø